# Brdo Jesenjsko
Brdo Jesenjsko – wieś w Chorwacji, w żupanii krapińsko-zagorskiej, w gminie Jesenje. W 2011 roku liczyła 169 mieszkańców.